# Notwendiges Gut
Als notwendiges Gut (oder auch Sättigungsgut) bezeichnet man in der Volkswirtschaft und dort speziell in der Mikroökonomie eine Klasse von Gütern, bei denen der Nachfragezuwachs kontinuierlich (die Engel-Kurve verläuft dementsprechend konkav) sinkt, bis die Sättigungsmenge erreicht ist (Einkommenselastizität: 0 < E < 1).

## Definitionen
Diesem Artikel wird folgende, wohl gängigste, Definition einen notwendigen Gutes zugrunde gelegt.
Ein Gut wird als notwendig bezeichnet, wenn der Nachfragezuwachs bei steigendem Einkommen sinkt.

## Eigenschaften
Bei Hinzunahme der Definition der Einkommenselastizität, ist ein Gut dann notwendig, wenn die Einkommenselastizität kleiner als 1 und größer als 0 ist.
Zu beachten ist außerdem, dass bei der Typisierung eines Gutes als notwendig die äußeren Umstände (Preise, absolutes Einkommen, Präferenzen) ausschlaggebend sind.

## Beispiele
Vor allem Nahrungs- und Genussmittel, da auch bei steigendem Einkommen nur solange konsumiert werden kann, bis der Nachfragezuwachs sinkt und die Sättigungsmenge erreicht ist, sind Beispiele für notwendige Güter.